# La signora Cecioni e le altre
La signora Cecioni e le altre è un album in studio dell'attrice italiana Franca Valeri, pubblicato nel 1968.

## Descrizione
L'album è stato pubblicato nel 1968 con numero di catalogo PSQ 049.

## Tracce
Lato A - La signora Cecioni
1. La pupa deve prendere l'aria - 5'31" - (Franca Valeri)
2. Le letture dei figli - 5'47" - (Franca Valeri)
3. I quiz televisivi - 5'32" - (Franca Valeri)
4. Un invito a cena - 4'51" - (Franca Valeri)

Lato B - Le altre
1. La lavoratrice dei nervi - 6'43" - (Franca Valeri)
2. La padrona di boutique - 4'30" - (Franca Valeri)
3. La moglie del tenore - 5'44" - (Franca Valeri)
4. La donna del mondo hippy - 5'58" - (Franca Valeri)

## Edizioni
- 1968 - La signora Cecioni e le altre (La Voce del Padrone, PSQ 049, LP)